# La vérité n'a pas de frontière
Pour plus de détails, voir Fiche technique et Distribution.
La vérité n'a pas de frontière (Ulica Graniczna) est un film polonais réalisé par Aleksander Ford, sorti en 1948.

## Synopsis
Le quotidien, à Varsovie occupée, de plusieurs enfants juifs et polonais, et de leur famille, de 1939 jusqu'au soulèvement du Ghetto, en 1943.

## Fiche technique
- Titre : La vérité n'a pas de frontière
- Titre original : Ulica Graniczna
- Réalisation : Aleksander Ford

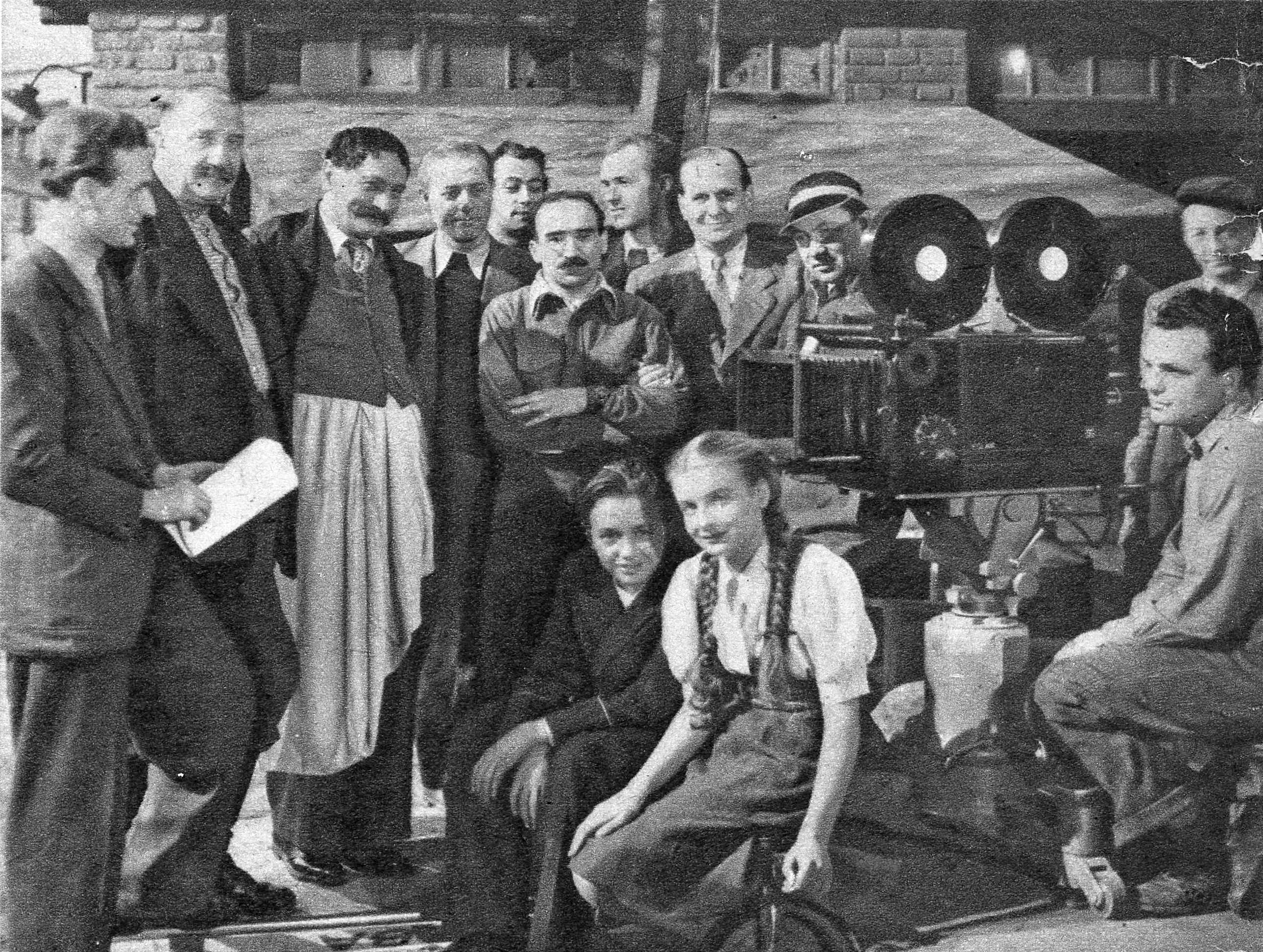
L'équipe du film.

- Scénario : Ludwik Starski, Aleksander Ford, Jan Fethke
- Musique : Roman Palester
- Photographie : Jaroslav Tuzar
- Montage : Jirina Lukesova
- Costumes : Teresa Roszkowska
- Société de production : Wytwórnia Filmów Fabularnych w Łodzi
- Pays d'origine :  Pologne
- Format :
- Genre : Drame
- Durée : 115 minutes (1 h 55)
- Date de sortie : 
  - Italie : 1948  (Mostra de Venise)
  - France : 23 mars 1949
  - Pologne : 23 juin 1949

## Distribution
- Ida Kamińska
- Mieczysława Ćwiklińska
- Jerzy Leszczyński
- Władysław Godik
- Władysław Walter
- Jerzy Pichelski
- Tadeusz Fijewski
- Józef Munclinger
- Robert Vrchota
- Stefan Śródka
- Eugeniusz Kruk
- Jerzy Złotnicki
- Dionizy Ilczenko
- Maria Broniewska
- Justyna Karpińska
- Maria Żabczyńska
- Irena Renard
- Janina Łukowska
- Halina Racięcka

## Récompenses et distinctions
- Sélectionné à la Mostra de Venise 1948